# Sävsjö
Sävsjö è una città della Svezia, capoluogo del comune omonimo, nella contea di Jönköping. Ha una popolazione di 5.068 abitanti.